# Tożsamość (powieść Teodora Parnickiego)
Tożsamość – powieść historyczno-fantastyczna Teodora Parnickiego wydana w 1970 roku.

## O powieści
Tożsamość została napisana w 1969 i wydana w 1970 przez wydawnictwo Czytelnik w nakładzie 8.190 egzemplarzy. Tytuł Tożsamość wskazuje na kontynuację przez pisarza podjętego w szóstym tomie Nowej baśni tematu własnego rodowodu pisarskiego.
W połowie 1968 pisarz powiedział w wywiadzie dla Kultury, że ma w projekcie powieść, której tłem będzie VI wiek przed Chrystusem, a podstawowym problemem próba rozwiązania zagadki tekstu i pisarza, znanego w biblistyce Jako «Drugi Izajasz». Wątek ten pojawia się w Tożsamości, jako problem identyczności osoby Cierpiącego Sługi Jahwe z tekstu Drugiego Izajasza z osobą Jezusa Chrystusa, ale jedynie jako element rozprawy sądowej przeciwko oskarżonemu o zdradę feldfeblowi armii pruskiej, Augustowi Parnitzki. Tłem powieści nie jest szósty wiek przed Chrystusem, ale wojna francusko-pruska w 1871 roku.

## Dzieło zbuntowane
Podsądnemu nic nie grozi, mimo że stoi przed wojennym sądem doraźnym. Jego sędziowie wiedzą, że nie mogą go skazać na śmierć, ponieważ dziewięć lat po wojnie urodzi mu się syn Bruno, ojciec Teodora, autora Tożsamości, który właśnie tworzy tę scenę. Sędziowie wiedzą, że przedział kolejowy, w którym siedzą, to mózg wnuka autora Tożsamości. Dwa okna tego przedziału, to jego oczy, przez które można zobaczyć w lustrze jego twarz, jak on sam ją widzi, stojąc przed szybą sklepu Towarzystwa Biblijnego na ulicy Nowy Świat w Warszawie, gdzie ma zamiar kupić Biblię w tłumaczeniu na holenderski, jako że dla kontynuowaniu opowieści o życiu Jana Wang z Innego życia Kleopatry, potrzebne mu są pierwsze słowa z Apokalipsy w języku holenderskim.
Cała powieść jest dziełem zbuntowanym przeciw drodze, której przemierzanie jedynym właściwie było celem powołania dzieła ze stanu niebytu w stan istnienia. Wygląda na to, że dzieło zaczęło się rozwijać według własnego porządku, jak rozkręcająca się powoli sprężyna, posłuszne już odtąd własnej logice. A autor, jak uczeń czarnoksiężnika, na próżno stara się je ujarzmić. Snuje jakieś plany. Mówi o projekcie powieści na temat biblijny, albo klasycznie historycznej. Wszystko na nic.